# Bandiera di Gadsden
La bandiera di Gadsden, in inglese Gadsden Flag, è una storica bandiera statunitense raffigurante un serpente a sonagli su sfondo giallo, arrotolato e pronto a colpire. La scritta inglese Don't tread on me (in italiano “Non calpestarmi”), spesso resa senza apostrofo, è posizionata sotto il rettile. In alcune versioni moderne della bandiera è previsto un apostrofo.
La bandiera prende il nome dal politico Christopher Gadsden (1724-1805), che la ideò nel 1775 durante la Rivoluzione americana. Venne utilizzata dai Continental Marines come vessillo del primo motto, insieme alla bandiera Moultrie. A volte è usata negli Stati Uniti come simbolo per i diritti sulle armi e il governo limitato. Ma la bandiera di Gadsden è usata anche come simbolo di libertà, dell'indipendenza e dell'esercito degli Stati Uniti ed è considerata un importante simbolo nell'area libertaria e conservatrice, utilizzata frequentemente sia dal Partito Libertariano che dal Tea Party.

## Aspetto e simbolismo

### Varianti
Esistono molte varianti della bandiera. Il motto a volte prevede un apostrofo nella parola "Don't" (ortografia corretta in lingua inglese) e a volte no, in tal caso assumendo una forma più slang.
Il carattere tipografico utilizzato per il motto è a volte un carattere serif e altre volte sans-serif. Il serpente a sonagli a volte è mostrato come appoggiato su un terreno verde nonostante le rappresentazioni risalenti al 1885 e al 1917 non mostrino nulla al di sotto.
Il serpente è di solito è rivolto a sinistra e le prime rappresentazioni sopra menzionate sono rivolte a sinistra; tuttavia, alcune versioni della bandiera mostrano il serpente rivolto a destra.

### Storia del simbolo del serpente a sonagli in America

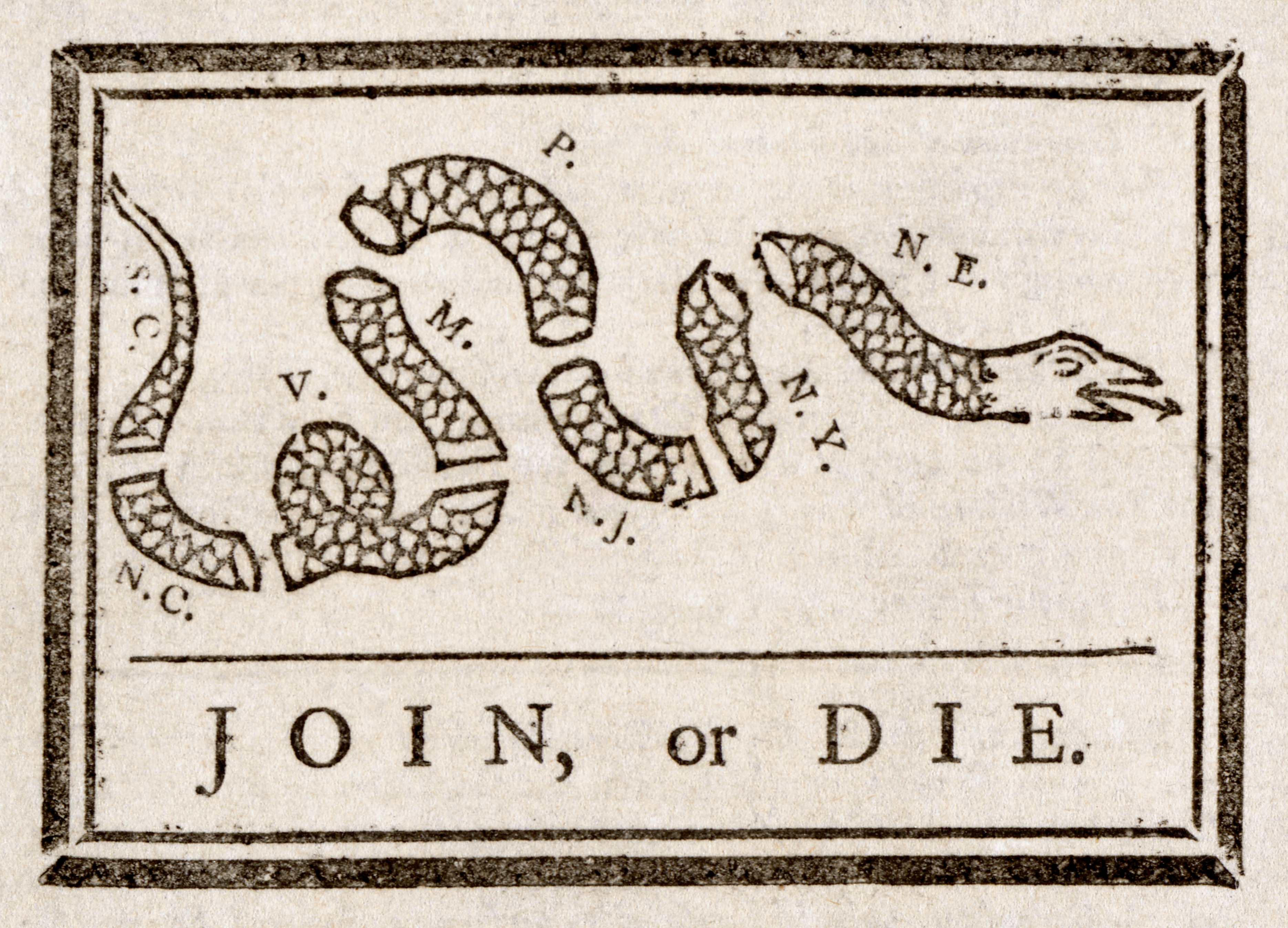
La caricatura Join, or Die di Benjamin Franklin

Il serpente a sonagli si trova nell'area delle Tredici Colonie originarie. Come l'aquila calva, parte del suo significato è che era unico per le Americhe, servendo come mezzo per mostrare un'identità separata dal Vecchio Mondo. Il suo utilizzo come simbolo delle colonie americane può essere fatto risalire alle pubblicazioni di Benjamin Franklin. Nel 1751 fece il primo riferimento al serpente a sonagli in un commento satirico pubblicato nella sua Pennsylvania Gazette. Lo spunto fu preso dalla politica del Parlamento britannico di inviare criminali condannati nelle Americhe (soprattutto in Georgia) come implicito suggerimento a Franklin di voler ringraziare gli inglesi inviando proprio dei serpenti a sonagli a Londra.

## Storia della bandiera di Gadsden

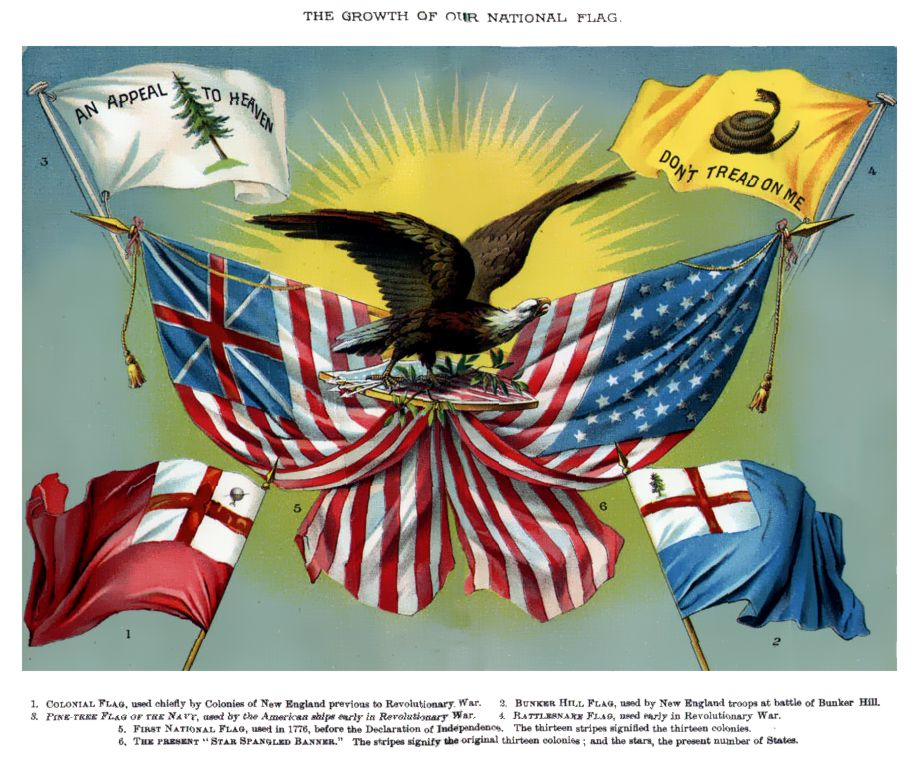
La bandiera di Gadsden in un libro scolastico del 1885.

Nell'autunno del 1775, fu istituita la Marina Continentale dal Generale George Washington nel suo ruolo di Comandante in Capo di tutte le Forze Continentali- Poi Esek Hopkins fosse nominato Commodoro della Marina. 
Quelle prime imbarcazioni furono utilizzate per intercettare le navi da carico in arrivo che trasportavano rifornimenti bellici agli inglesi nelle colonie al fine di rifornire l'esercito continentale, che era disperatamente sotto rifornito nei primi anni della Guerra d'indipendenza americana. Il Secondo congresso continentale autorizzò il raduno di cinque compagnie di Marines per accompagnare la Marina nella loro prima missione.
Il colonnello continentale Christopher Gadsden rappresentava il suo stato natale della Carolina del Sud ed era uno dei sette membri del Comitato dei Marines che allestì la prima missione navale. I primi marines si arruolarono nella città di Filadelfia e trasportavano tamburi dipinti di giallo e raffiguranti un serpente a sonagli arrotolato con tredici sonagli insieme al motto "Don't Tread on Me". Questa è la prima menzione registrata del simbolismo della futura bandiera di Gadsden. 

## Uso moderno

Mappa degli stati (colorati di giallo) che offrono targhe speciali con bandiera di Gadsden.

Per ragioni storiche, la bandiera di Gadsden sventola ancora a Charleston, nella Carolina del Sud, la città in cui Christopher Gadsden l'ha presentata per la prima volta e dove era comunemente usata durante la rivoluzione, insieme alla bandiera blu con la mezzaluna bianca della Carolina del Sud pre-guerra civile.
La bandiera di Gadsden è diventata una diffusa targa speciale in diversi stati. A partire dal 2018, i seguenti stati offrono la possibilità di ottenere una targa speciale della bandiera di Gadsden: Alabama, Arizona, Maryland, Missouri, Montana, Oklahoma, Carolina del sud, Tennessee, Texas e Virginia.

### Uso come simbolo libertario
Negli anni '70 la bandiera di Gadsden iniziò ad essere usata dai libertari come simbolo che rappresentava i diritti individuali ed il governo limitato. Il libertario Free State Project utilizza una versione modificata della bandiera con il serpente sostituito con un istrice, simbolo del movimento.

### Uso come simbolo del Tea Party
A partire dal 2009, la bandiera di Gadsden è stata molto utilizzata come simbolo di protesta dai manifestanti del movimento Tea Party. È stata anche esibita dai membri del Congresso ai raduni del Tea Party. In alcuni casi, la bandiera era considerata un simbolo politico, piuttosto che un simbolo storico o militare, a causa del forte legame con il Tea Party.

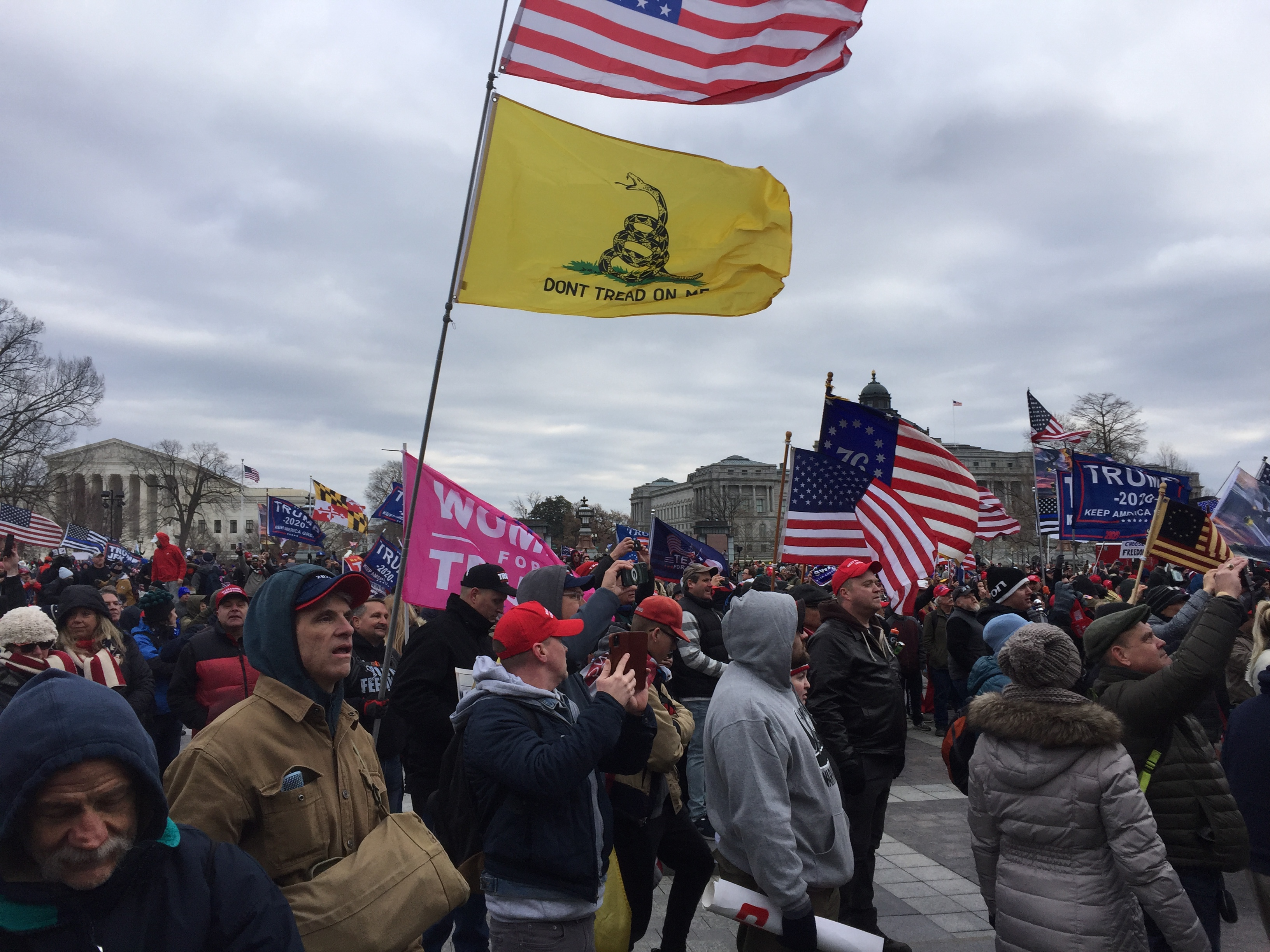
La bandiera di Gadsden era presente durante i disordini dell'assalto al Campidoglio del 6 gennaio 2021.

### Uso come simbolo da parte di survivalisti vicini alla destra radicale
La bandiera di Gadsden è stata anche usata come simbolo da gruppi ed individui di survivalisti libertari, affiliati spesso con l'estrema destra di concezione anglosassone. Nel 2014, la bandiera è stata usata da Jerad e Amanda Miller, gli autori delle sparatorie di Las Vegas del 2014 che hanno ucciso due agenti di polizia e un civile. Secondo quanto riferito, i Miller deposero la bandiera di Gadsden sul cadavere di uno degli ufficiali che avevano ucciso, condotta comunque non giudicata sufficiente alla determinazione di appartenenza da parte dei Miller a uno di questi gruppi.

## Riferimenti nella cultura di massa
- I Metallica hanno usato il serpente a sonagli della bandiera di Gadsden nella copertina del loro album omonimo (o black album), in cui è peraltro presente una canzone che si intitola proprio Don't Tread on Me.
- Nel film Il patriota, con Mel Gibson, la bandiera è presente più volte.
- Nel telefilm Jericho la bandiera è incorniciata ed appesa su di una parete dell'ufficio del sindaco; nell'ultima puntata della seconda stagione, Gray Anderson, tornato da Cheyenne, la issa sul pennone di fronte al municipio, invitando i cittadini ad unirsi a lui nella lotta contro il governo di Cheyenne e la Jennings&Rall.
- Nel film Rocky IV il serpente è presente sul retro del giubbotto di Paulie nella scena dell'arrivo di Rocky nella baita in Russia.
- Nel videogioco Assassin's Creed III, lungo le vie di Boston, si possono trovare manifesti rappresentanti la bandiera.
- Nella WWE questa bandiera veniva utilizzata dal wrestler patriottico Jack Swagger.
- Nell'episodio de I Simpson intitolato Bart contro l'Australia (sedicesimo episodio della sesta stagione) Bart si dipinge lo slogan della bandiera sulle natiche, per poi farne sfoggio al primo ministro australiano e ad una folla inferocita che intendeva colpirlo con una stivalata al fondoschiena come punizione per una burla telefonica finita male.
- Nel film Tremors 3 - Ritorno a Perfection la bandiera è appesa, nel poligono di tiro interrato, nella casa di Burt Gummer.